# Малая Варма
Малая Варма — река в России, протекает по Ельниковскому району Республики Мордовия. Устье реки находится в 7,5 км от устья Вармы по правому берегу. Длина реки составляет 12 км.
Исток реки в лесу в 7 км к северо-востоку от райцентра, села Ельники. Река течёт на юго-запад, в нижнем течении протекает по селу Ельники. Впадает в Варму в заболоченных торфяниках южнее села. Малая Варма сезонная река и в межень пересыхает.

## Данные водного реестра
По данным государственного водного реестра России относится к Окскому бассейновому округу, водохозяйственный участок реки — Мокша от истока до водомерного поста города Темников, речной подбассейн реки — Мокша. Речной бассейн реки — Ока.
Код объекта в государственном водном реестре — 09010200112110000027810.